# Ново Село (Демир Хисар)
Ново Село (мкд. Ново Село) је насеље у Северној Македонији, у југозападном делу државе. Ново Село припада општини Демир Хисар.

## Географија
Насеље Ново Село је смештено у југозападном делу Северне Македоније. Од најближег већег града, Битоља, насеље је удаљено 40 km северозападно.
Ново Село се налази у североисточном делу области Демир Хисар. Насеље је положено у горњем делу тока Црне реке, у долинском делу. Северно и источно од насеља изидже се Бушева планина. Надморска висина насеља је приближно 670 метара.
Клима у насељу је континентална.

## Становништво
По попису становништва из 2002. године Ново Село је имало 35 становника.
Претежно становништво у насељу су етнички Македонци (100%).
Већинска вероисповест у насељу је православље.